# Identidad desbloqueada
Identidad desbloqueada (en hangul, 스마트폰을 떨어뜨렸을 뿐인데; romanización revisada del coreano: Seumateuponeul tteoreotteuryeosseul ppuninde) es una película de suspenso surcoreana de 2023, escrita y dirigida por Kim Tae-joon y protagonizada por Im Si-wan, Chun Woo-hee y Kim Hee-won. Está basada en la novela japonesa Sumaho o otoshita dake nanoni, de Akira Shiga. Se estrenó en la plataforma Netflix el 17 de febrero de 2023.

## Sinopsis
De camino a casa desde el trabajo, Na-mi (Chun Woo-hee) pierde su teléfono inteligente, que contiene todo sobre ella. Joon-yeong (Im Si-wan) encuentra el teléfono de Na-mi y se lo devuelve, pero después de instalar en él una aplicación espía. Al rastrear su vida cotidiana, aprende todo lo que puede sobre Na-mi: su paradero, pasatiempos, gustos, vida laboral, finanzas y redes sociales, y se acerca a ella ocultando su verdadera identidad. Mientras tanto, el detective de policía Ji-man (Kim Hee-won) encuentra rastros de su hijo Joon-yeong en la escena de un crimen e investiga en secreto a Joon-yeong, sospechando lo peor. Na-mi se siente aliviada de haber encontrado su teléfono, pero no por mucho tiempo, su vida ordinaria da un vuelco y se sale de control.

## Reparto
- Chun Woo-hee como Na-mi, trabaja como comercial de una empresa emergente; es una empleada de oficina cuya vida se ve amenazada tras perder su teléfono.[4][5][6]
- Im Si-wan como Jun-yeong, un técnico de reparación de teléfonos móviles, que sigue a Na-mi después de haber encontrado el teléfono de ella por casualidad.[7][4]
- Kim Hee-won como Ji-man, un detective que encuentra rastros de su hijo desaparecido en la escena de un caso de asesinato. Su investigación gradualmente comienza a amenazar a Joon-yeong.[6][8]
- Park Ho-san como el padre de Na-mi, dirige un café donde ella le ayuda ocasionalmente.[9]
- Kim Ye-won como Jeong Eun-joo, la mejor amiga de Na-mi.[9]
- Oh Hyun-kyung como la CEO Oh, directora ejecutiva de la empresa donde trabaja Na-mi.[9]
- Jeon Jin-oh como Kim Jung-ho.
- Kim Joo-ryoung como Eun-mi.
- Gil Hae-yeon como Je-yeon.
- Lee Jae-woo.

## Producción
El guion de Identidad desbloqueada está basado en la novela スマホを落としただけなのに (Sumaho o otoshita dake nanoni, literalmente «Acabo de dejar caer mi teléfono») de Akira Shiga, que obtuvo un éxito de ventas cuando se publicó en 2017, y que ha sido ya objeto de una adaptación cinematográfica japonesa con el mismo título original en 2018, dirigida por Hideo Nakata.En 2020 se estrenó una secuela de la misma, y para el otoño de 2024 se espera una tercera película de la serie, de producción japonesa pero ambientada en Seúl y protagonizada por la cantante Kwon Eun-bi, en lo que será su debut como actriz Y en 2023 se estaba preparando también una versión china.
El rodaje se prolongó desde marzo hasta el 27 de junio de 2021. La película estaba originalmente programada para el estreno en cines, pero luego la productora CJ E&M decidió derivarla a Netflix. En tal decisión ha pesado la situación de crisis por la que atraviesan las salas cinematográficas, que no han recuperado las cifras anteriores a la pandemia de Covid-19.
El 12 de enero de 2023 se anunció la fecha del estreno y se lanzó un cartel de la película con los dos protagonistas. El 19 se publicaron otro cartel, de Im Si-wan, y el tráiler.

## Crítica
Choi Young-joo (CBS No Cut News) escribe que el tema de la película es muy cercano a la experiencia cotidiana del espectador y por ello «puede penetrar profundamente en la realidad de la audiencia y crear una sensación escalofriante de miedo». Para ello se adopta básicamente el formato de un thriller, en el que no falta el uso de «equipos como la lente zoom ultra gran angular Laowa, GoPro (marca estadounidense de cámaras de acción) y cámaras de realidad virtual» para acercarse aún más a la posible experiencia del espectador. Sin embargo, se siente decepcionado porque «el tema no alcanza la perfección cinematográfica». Concluye destacando la actuación de Im Si-wan, que amplía su registro a la perfección con el papel de un asesino psicópata.

## Premios y nominaciones
| Año  | Premios               | Categoría   | Candidato | Resultado | Ref.   |
| ---- | --------------------- | ----------- | --------- | --------- | ------ |
| 2023 | 32.º Buil Film Awards | Mejor actor | Im Si-wan | Nominado  | [ 14 ] |